# بیماری پنجم

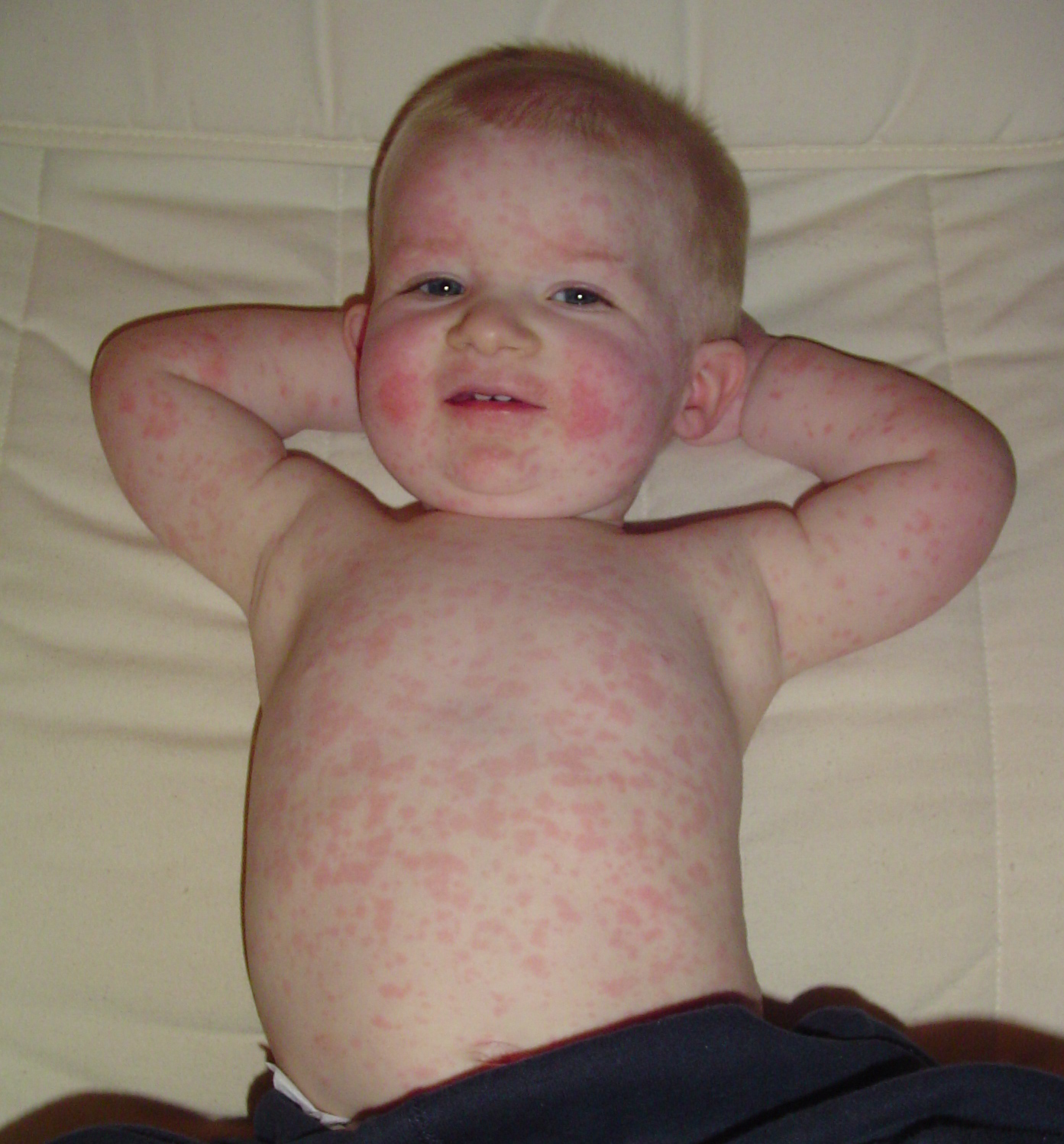
بیماری پنجم در یک کودک ۱۶ ماهه

بیماری پنجم ، پوست سرخی عفونی یا اریتما اینفکتیوزوم (Erythema infectiosum) بیماری بثوری تب‌دار کودکان که توسط پاروویروس B۱۹ ایجاد می‌گردد. راش در این بیماری ابتدا در ناحیهٔ صورت و معمولاً پس از قطع تب شروع می‌شود.

## بیماریزایی
بیماری پنجم رایج‌ترین بیماری است که به دلیل پارواویروس B19 ایجاد می‌شود.دوره کمون این بیماری ۴ تا ۱۴ روز است.این بیماری معمولاً خفیف بوده و نشانه آن اندکی کهیر سرخ و تور مانند روی قسمت اصلی بدن و دست‌ها و پاها در بیشتر بیماران است. گه‌گاه کهیر همراه با خارش می‌شود. بیمار معمولاً خیلی ناخوش نیست و کهیر طی ۷ تا ۱۰ روز برطرف می‌شود. پس از بهبودی، یک ایمنی طولانی علیه ویروس در بدن پس از بیماری به وجود می‌آید.
بزرگسالی که گرفتار عفونت پارواویروس B19 می‌شود، می‌تواند هیچ نشانه‌ای نداشته باشد یا دچار کهیر، تورم یا درد مفاصل یا هر دو بشود. مشکل‌های مفصلی احتمالاً در یک یا دوهفته برطرف می‌شود، ولی ممکن است بیشتر هم طول بکشد. اگر بیمار غیر از این عفونت مشکل دیگری نداشته باشد، بدون درمان برطرف می‌شود.
ابتلای مادر در دوران بارداری به این ویروس می تواند باعث کم خونی و  هیدروپس فتالیس  شود.
عفونت این ویروس در مبتلایان به  کم خونی همولیتیک  مزمن مثل  کم خونی سلول داسی شکل  و  تالاسمی  و  اسفروسیتوز  باعث حمله سرکوب مغز استخوان می شود که ممکن است نیاز به تزریق خون وجود داشته باشد.

### تشخیص
آنتی بادی  از نوع IGM میتواند به تشخیص عفونت حاد کمک کند.
بهترین راه تشخیص ویروس به وسیله  واکنش زنجیره ای پلیمراز  یا PCR است.

## تاریخچه
علت این نامگذاری این است که بیماریهای عفونی شایع ایجاد کننده اگزانتم در گذشته این شش بیماری بودند:
1. سرخک
2. مخملک
3. سرخجه
4. بیماری دوکس
5. بیماری پنجم
6. روزئولا